# Brunfelsia bahiensis
Brunfelsia bahiensis är en potatisväxtart som beskrevs av A. Dc. Brunfelsia bahiensis ingår i släktet Brunfelsia och familjen potatisväxter. Inga underarter finns listade i Catalogue of Life.